# Gasteria croucheri
Gasteria croucheri es una especie de planta suculenta perteneciente a la familia Xanthorrhoeaceae. Es originaria de Sudáfrica.

## Descripción
Es una planta herbácea perennifolia, suculenta con tallo de 25 a 60 cm de longitud con 12-18 hojas, dispuestas en una roseta densa múltiple, son lanceoladas, de 12-15 cm de largo, disminuyendo gradualmente hasta la punta deltoide-cuspidada, cóncavo el haz, el envés con la quilla oblicua, de color verde suave y oscuro, con abundante y pequeñas manchas, inmersas, de color blanco verdoso, los bordes lisos u oscuramente papilosos; la inflorescencia, en forma de racimos varios, formando una panícula deltoide; con brácteas lanceoladas; el perianto en forma de tubo alargado, cilíndrico.

## Taxonomía
Gasteria croucheri fue descrita por (Hook.f.) Baker y publicado en J. Linn. Soc., Bot. 18: 196, en el año 1880.
Sinonimia
- Aloe croucheri Hook.f.
- Gasteria disticha var. natalensis Baker[5]